# تورنبورگ (آیووا)
تورنبورگ (به انگلیسی: Thornburg) شهری در ایالت آیووا کشور ایالات متحده آمریکا است که جمعیت آن در سرشماری سال ۲۰۱۰ میلادی، ۶۷ نفر بوده‌است.